# Klarissenkloster Montbrison
Das Klarissenkloster Montbrison ist seit 1500 ein Kloster der Klarissen in Montbrison im Bistum Saint-Étienne.

## Geschichte
Pierre II. d’Urfé (1430–1508) vom Schloss La Bastie d’Urfé, ein Vorfahr des Dichters Honoré d’Urfé, stiftete 1496 (Einweihung 1500) ein Klarissenkloster in Montbrison, Hauptstadt der historischen Landschaft Forez, heute im Département Loire. 1792 löste die Französische Revolution das Kloster auf (1820 abgerissen). Die Nonnen wichen zuerst in das Haus Caze aus, dann von 1804 bis 1821 nach Moingt (heute Stadtteil von Montbrison). Seither bewohnen sie zwischen der Rue Sainte Claire und dem Boulevard de la Libération das ehemalige Kapuzinerkloster. Im Jahre 2000 feierten sie ihr 500-jähriges Bestehen.

### Handbuchliteratur
- Gallia Christiana, Bd. 4, Spalte 312–314 (mit Äbtissinnenliste bis 1709).
- Laurent Henri Cottineau: Répertoire topo-bibliographique des abbayes et prieurés. Bd. 2. Protat, Mâcon 1939–1970. Nachdruck: Brepols, Turnhout 1995. Spalte 1936.